# Polyspermie
Polyspermie (von griech.: πολύς = polys = viel und Spermium) bezeichnet das Eindringen mehrerer Spermien in eine Eizelle während der Zeugung. Da dieser Vorgang zu einer abnormalen Entwicklung der befruchteten Eizelle führt, gibt es verschiedene Mechanismen, die Polyspermie verhindern (sogenannter Polyspermieblock). Meist werden bei Eindringen des ersten Spermiums und Platzen der Spermienkappe (Akrosom) bei der Eizelle Reaktionen ausgelöst, die das Eindringen eines weiteren Spermiums nicht mehr erlauben. Solche Reaktionen sind zum Beispiel die Änderung der elektrischen Ladung der weiblichen Eizelle von negativ nach positiv oder die Ausbildung einer Calciumhülle um die Eizelle nach dem ersten Kontakt mit einem Spermium.
schneller Polyspermieblock
Die Spermienbindung bewirkt einen Natriumeinstrom [Na+], dieser dauert 1–3 Sekunden an. Dadurch steigt das elektrische Potenzial der Eizellmembran von −70 mV auf +20 mV an. Dieser Zustand besteht jedoch nur ca. eine Minute, verhindert aber das Eindringen weiterer Spermien in die Eizelle, bis es zum langsamen Polyspermieblock kommt.
langsamer Polyspermieblock
Durch die Freisetzung von Calcium, etwa 6 Sekunden nach dem ersten Kontakt zwischen Ei und Spermium, wird der langsame Block gegen Polyspermie, auch  Kortikalreaktion genannt, eingeleitet.
Die Kortikalgranula geben ihre Inhaltsstoffe, wie Enzyme und Proteoglykane, durch Exocytose ab. Dadurch erhärtet (bei Säugern) die Zona pellucida und ein weiteres Eindringen von Spermien ist nicht mehr möglich. Bei Amphibien werden ähnliche Substanzen durch die Kortikalgranula ausgeschüttet. Hier ist ein Abheben der Befruchtungsmembran durch Mucopolysaccharide festzustellen (Wassereinstrom zwischen Plasma- und Vitellinmembran). Außerdem werden bei Amphibien Bindinrezeptoren (Bindungsstelle der Spermien) von der Eioberfläche abgespalten (durch proteolytische Enzyme).